# Acantheis celer
Acantheis celer är en spindelart som först beskrevs av Simon 1897.  Acantheis celer ingår i släktet Acantheis och familjen Ctenidae. Inga underarter finns listade i Catalogue of Life.